# XY Волопаса
XY Волопаса (лат. XY Boötis) — тройная звезда в созвездии Волопаса на расстоянии приблизительно 785 световых лет (около 241 парсека) от Солнца. Возраст звезды определён как около 4,03 млрд лет.
Пара первого и второго компонентов — двойная затменная переменная звезда типа W Большой Медведицы (EW)**. Видимая звёздная величина звезды — от +10,76m до +10,29m. Орбитальный период — около 0,3706 суток (8,8938 часа).

## Характеристики
Первый компонент — жёлто-белая звезда спектрального класса F5V, или F0V. Масса — около 1,33 солнечной, радиус — около 1,534 солнечного, светимость — около 3,015 солнечных. Эффективная температура — около 6324 K.
Второй компонент — жёлто-белая звезда спектрального класса F. Масса — около 0,17 солнечной, радиус — около 0,61 солнечного, светимость — около 0,52 солнечной. Эффективная температура — около 6307 K.
Третий компонент — коричневый карлик. Масса — около 16,31 юпитерианских. Удалён на 1,645 а.е..